# Obere Schleuse
Die Obere Schleuse in Hinterhermsdorf (Sachsen) ist eine Stauanlage im deutsch-tschechischen Grenzfluss Kirnitzsch und staut das Wasser auf einer Länge von 700 Metern. Sie war ursprünglich eine Anlage zur Holzflößerei. Auf dem Stausee werden heute in den Sommermonaten Kahnfahrten angeboten. An der Kahn-Einstiegsstelle beträgt die Wassertiefe einen Meter, an der Staumauer sieben Meter. Die Wassertemperatur steigt selbst im Sommer kaum über 8 °C. In den Wintermonaten, in denen keine Kahnfahrten angeboten werden, wird das Wasser nicht angestaut, die Kirnitzsch fließt in dieser Zeit in ihrem ursprünglichen Flussbett.

## Geschichte

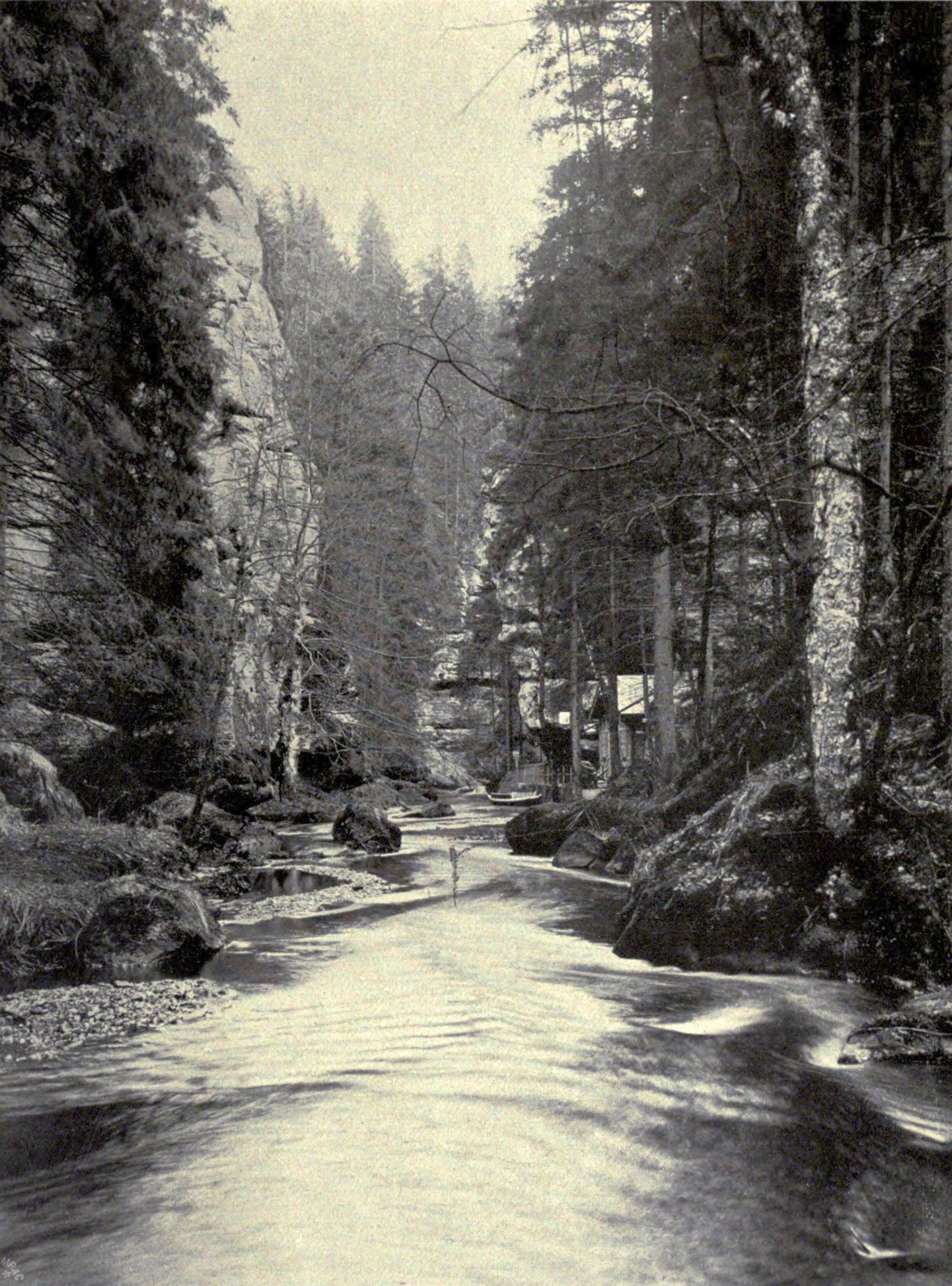
Obere Schleuse um 1900

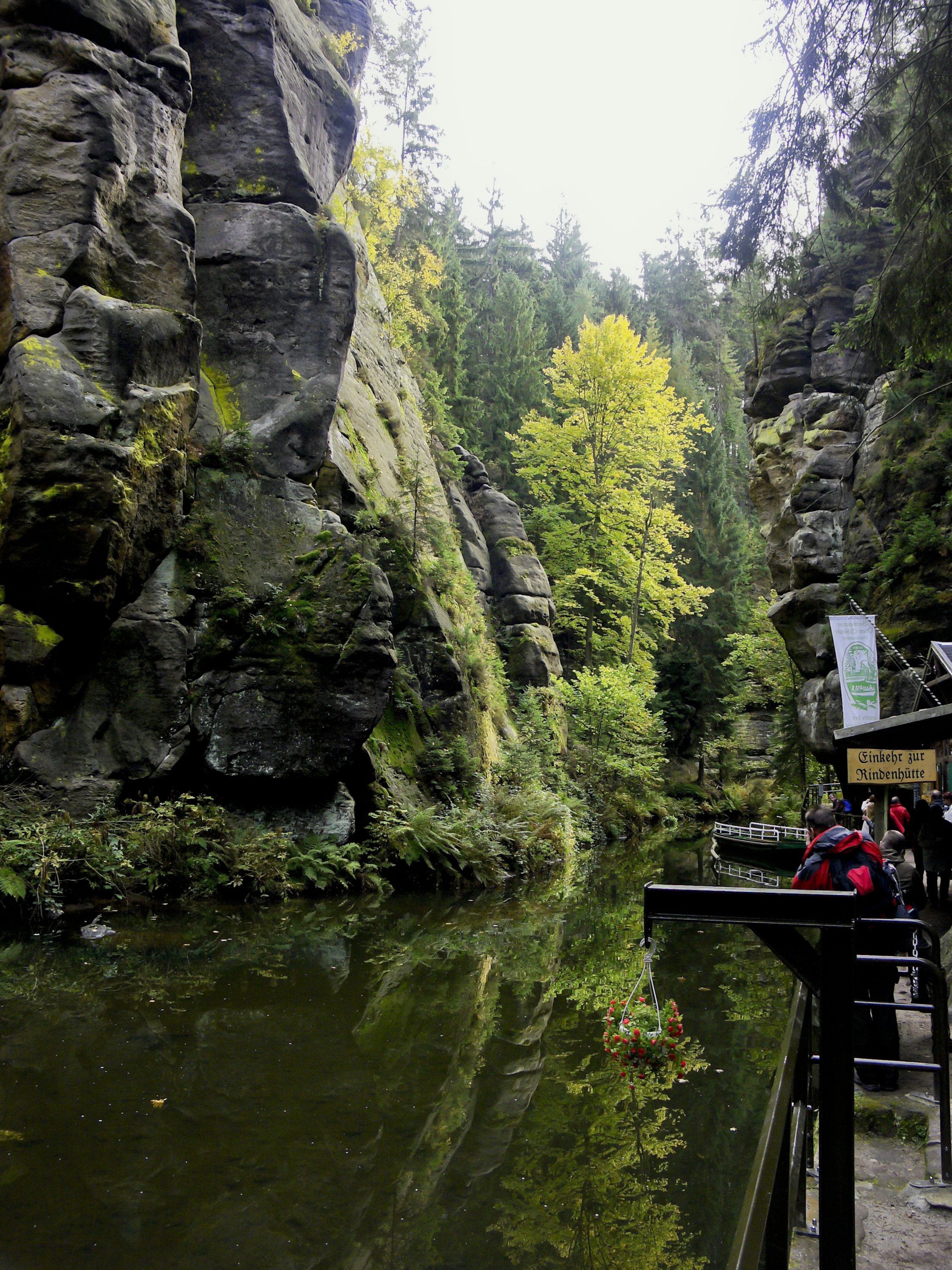
Kahnstation an der Oberen Schleuse

Bereits seit dem 16. Jahrhundert wurde die Kirnitzsch zum Flößen von Holz genutzt. Der zunehmende Holzbedarf war dafür verantwortlich, dass die Kirnitzsch als Floßgewässer ausgebaut werden musste. Um die dafür notwendige Wassermenge bereitzustellen, wurden Floßteiche und Stauanlagen gebaut, die bereits in den Wasserläufen des oberen Einzugsgebiets angelegt sind. Dazu gehörten auch die Obere und Niedere Schleuse, welche die größten Stauanlagen in der Sächsischen Schweiz sind.
1567 wurde, auf Anweisung von Kurfürst August von Sachsen, eine hölzerne Stauanlage gebaut. Diese diente zum Sammeln und Flößen geschlagener Bäume aus dem Gebiet der hinteren Sächsischen Schweiz. In den Jahren 1816/17 wurde die hölzerne Konstruktion gegen eine steinerne Stauanlage ersetzt. Durch das Öffnen der Staumauer entsteht eine Flutwelle, welche das Flößen der bis zu 11 Meter langen Baumstämme bis in die Elbe ermöglicht. Durch den Flößersteig, der entlang der Kirnitzsch verläuft, konnten die Flößer die Stämme begleiten. 1931 wurde eine sieben Meter hohe Staumauer errichtet, die heute als technisches Denkmal unter Schutz steht. Der Stausee der Oberen Schleuse ist zwischen 80 Zentimeter (Bootsstation) und sieben Meter (Staumauer) tief.
Durch den Vaterländischen Gebirgsverein Saxonia wurde seit 1879 die Obere Schleuse für Kahnfahrten genutzt. Am 25. Mai 1879 wurde mit der Unterstützung des Oberförsters Schlegel und der Hinterhermsdorfer Bevölkerung das erste Boot auf der oberen Schleuse zu Wasser gelassen. Es war ein 800 kg schweres Eichenholzboot und wurde unter dem Namen Saxonia eingeweiht. Durch den Beginn der Kahnfahrten war ein sprunghafter Anstieg der Besucherzahlen zu verzeichnen. Im darauffolgenden Jahr kam ein weiteres Boot hinzu. Bereits 1881 ließ der Gebirgsverein eine Schutzhütte bauen und der Bootswart durfte den Sommerfrischlern Speisen und Getränke anbieten. 1894 zählte die Kahnfahrt bereits mehr als 10.000 Gäste.
Während des Ersten ruhte der Betrieb zwischen 1914 und 1921. Auch während des Zweiten Weltkriegs wurde der Kahnbetrieb unterbrochen. Die Verantwortlichkeit für die Schleuse lag bis vor dem Zweiten Weltkrieg bei dem Gebirgsverein und ab 1952 bei der Gemeinde Hinterhermsdorf. Noch bis in das Jahr 1964 wurde auf der Kirnitzsch Holz geflößt. Erst danach diente die Obere Schleuse ausschließlich dem Tourismus. Die etwa 20-minütige Kahnfahrt wird jedes Jahr von Ostern bis Ende Oktober angeboten. Die Bootsgäste werden während der Kahnfahrt über Wissenswertes zur Schleuse sowie zur Tier- und Pflanzenwelt informiert.

### Besucherzahlen
- 1882: 1.700 Fahrgäste[1]
- 1894: 10.450 Fahrgäste[1]
- 1913: 17.280 Fahrgäste[1]
- 1921: 15.186 Fahrgäste[2]
- 1935: 16.192 Fahrgäste[3]
- 1937: 25.760 Fahrgäste[3]
- 1938: 36.344 Fahrgäste[3]
- 1939: 25.703 Fahrgäste[3]
- 1940: 2.133 Fahrgäste[3] (Reduzierung des Bootsverkehrs auf Sonntage aufgrund des Zweiten Weltkriegs)
- 1941: 2.860 Fahrgäste[3]
- 1942: 2.179 Fahrgäste[3]
- 1943: 2.346 Fahrgäste[3]
- 1952: 21.400 Fahrgäste[1]
- 1953: 36.000 Fahrgäste[1]
- 1954: 56.000 Fahrgäste[1]
- 1956: 85.000 Fahrgäste[1]
- 1958: etwa 100.000 Fahrgäste[1]
- 1983: 88.000 Fahrgäste
- 1996: 63.000 Fahrgäste
- 2009: 55.000 Fahrgäste
- 2010: 35.720 Fahrgäste (Hochwasser im Sommer 2010)
- 2011: 48.000 Fahrgäste
- 2015: 49.209 Fahrgäste[4]
- 2016: 46.392 Besucher[5]
- 2017: 46.399 Besucher[6]
- 2020: 47.787 Besucher[7]
- 2022: 29.292 Besucher[8] (Waldbrand im Sommer 2022)
- 2023: 42.096 Besucher[9]

Fahrgastzahlen 1983 und 1996 nach einer Informationstafel vor Ort (Stand Oktober 2024)
Besucherzahlen 2009–2011 nach Sächsischer Zeitung (Ausgabe Pirna) vom 12. November 2011

## Flora
Die schattige, kühle und feuchte Schlucht ist geprägt von einem dunklen Fichtenwald. Die Fichten haben teilweise bereits ein beträchtliches Alter erreicht. Durch die rasante Ausbreitung des Borkenkäfers ist der Fichtenbestand in der Schlucht teilweise abgestorben. Außerdem wachsen eine Vielzahl von Farnen, Moosen und Flechten. Dagegen wächst auf den sonnigen und trockenen Höhen oberhalb der Schlucht ein lichterer Heide-Kiefern-Wald.

## Sonstiges
Durch die landschaftlich schöne Lage und die gute Erreichbarkeit war die Obere Schleuse auch Drehort mehrerer Filme. So wurde im Herbst 1984 eine Szene der Polizeiruf-110-Folge „Ein Schritt zu weit“ des DDR-Fernsehens hier gedreht.

## Bilder

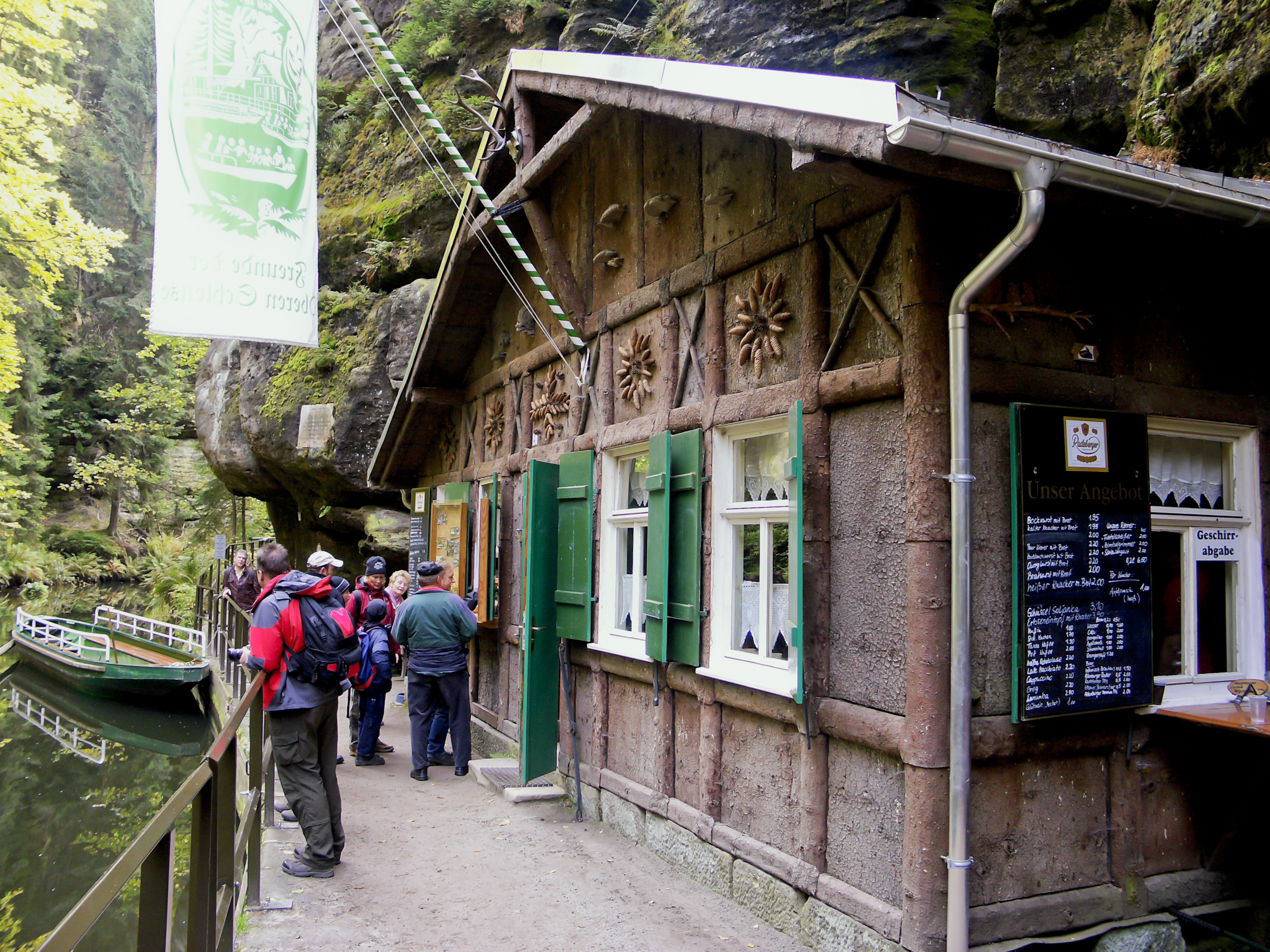
Rindenhütte an der Kahnstation
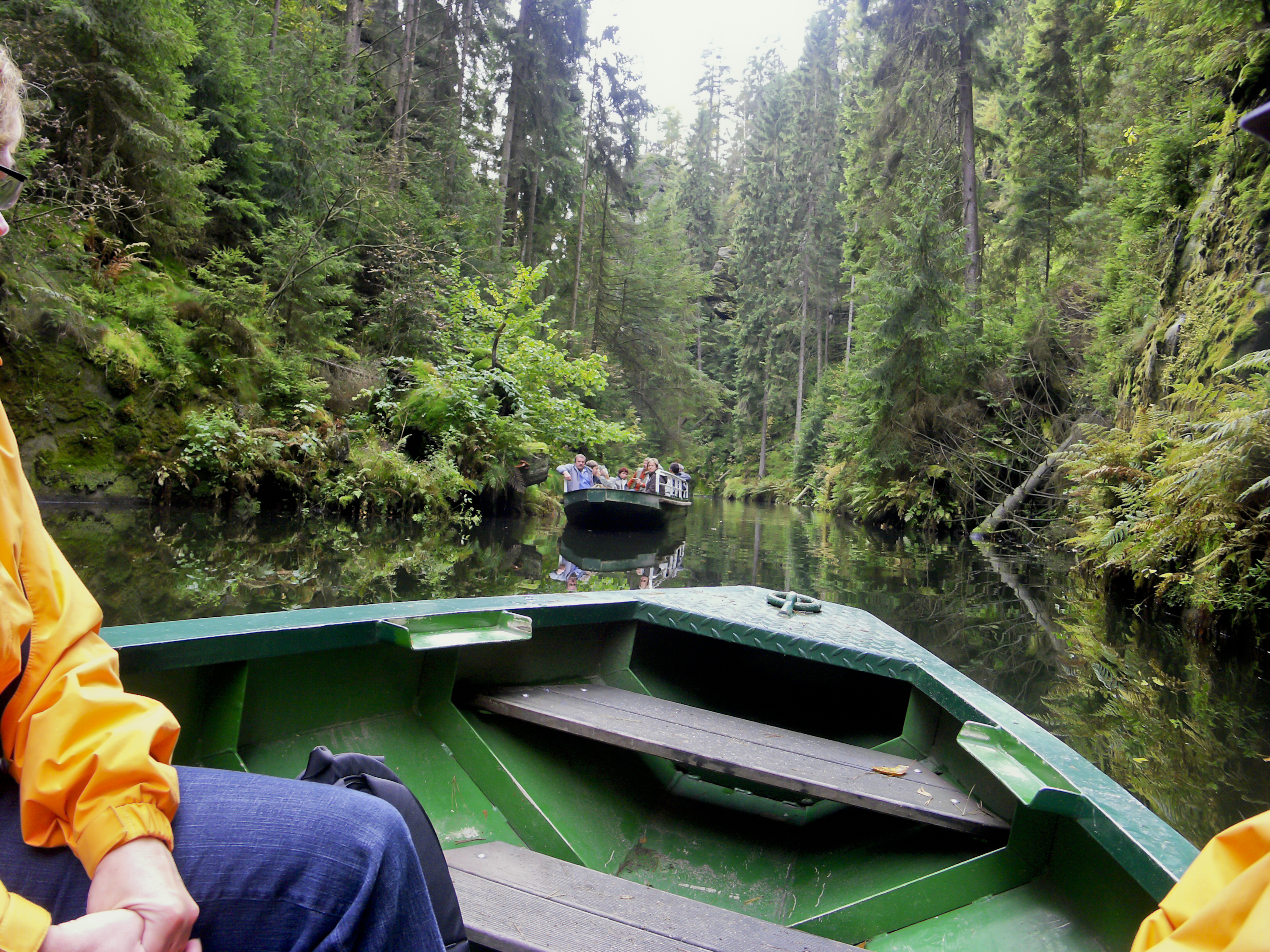
Kahnfahrt
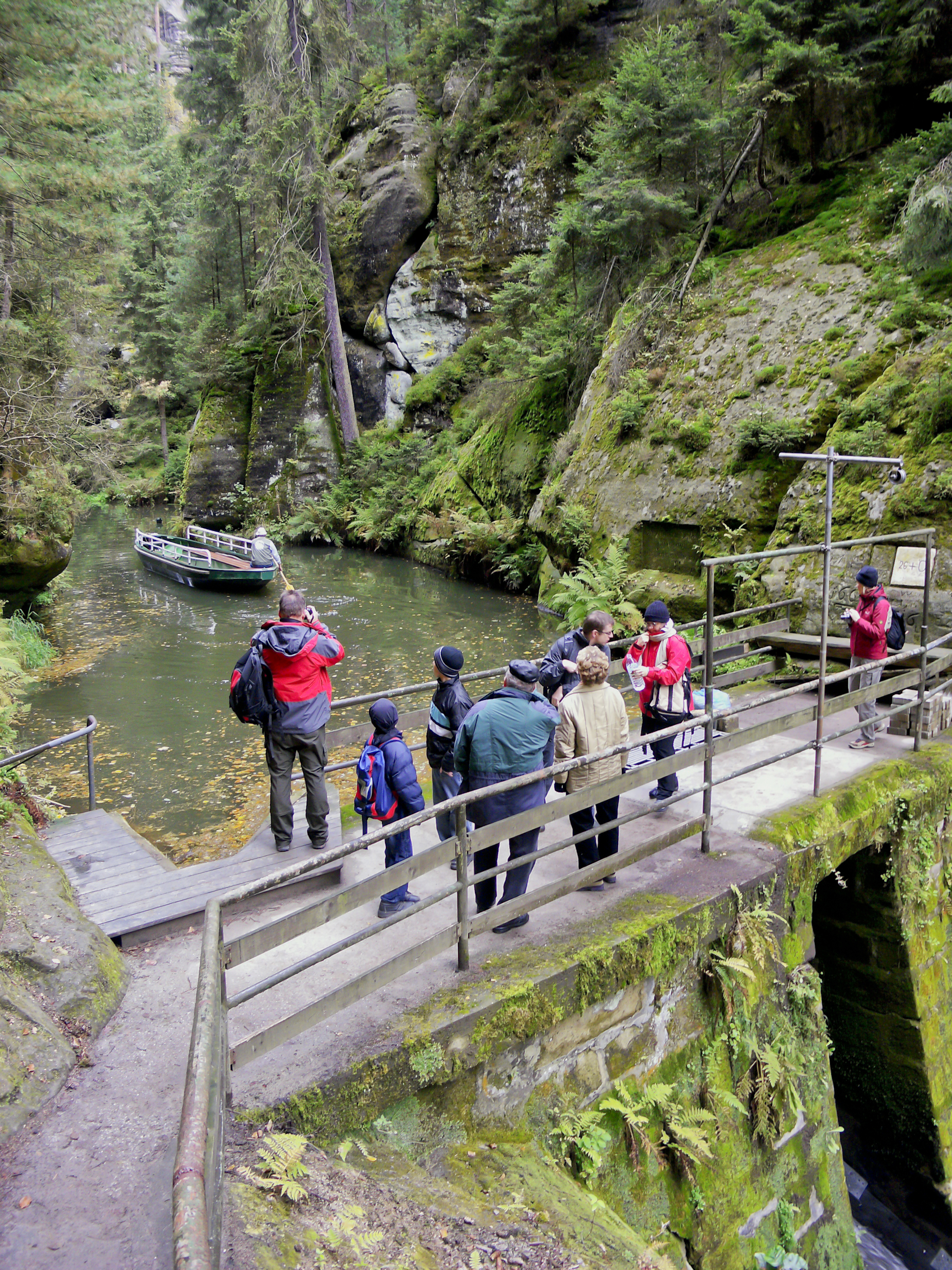
Stauanlage
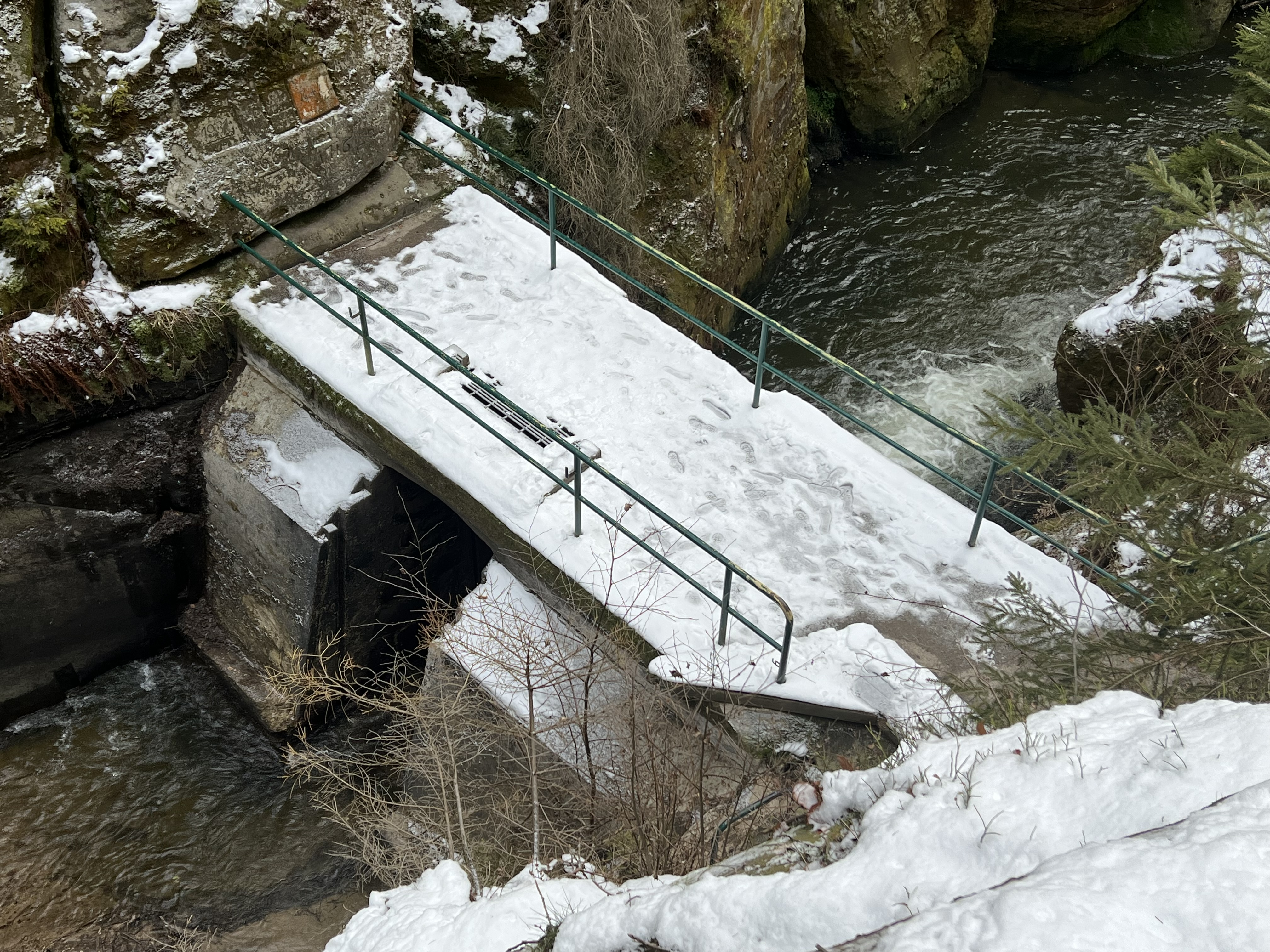
Stauanlage im Winter